# 蒲魯賢
蒲魯賢，CMG，JP（Arthur Winbolt Brewin，1867年6月12日—1946年8月12日），前香港政府官員。生於英國約克郡。1888年加入香港政府任官學生。1897年至1901年任監督學院。1901年任總登記官，並曾任定例局議員、潔淨局議員等職。1912年退休。1946年於都柏林郡逝世，享年79歲。

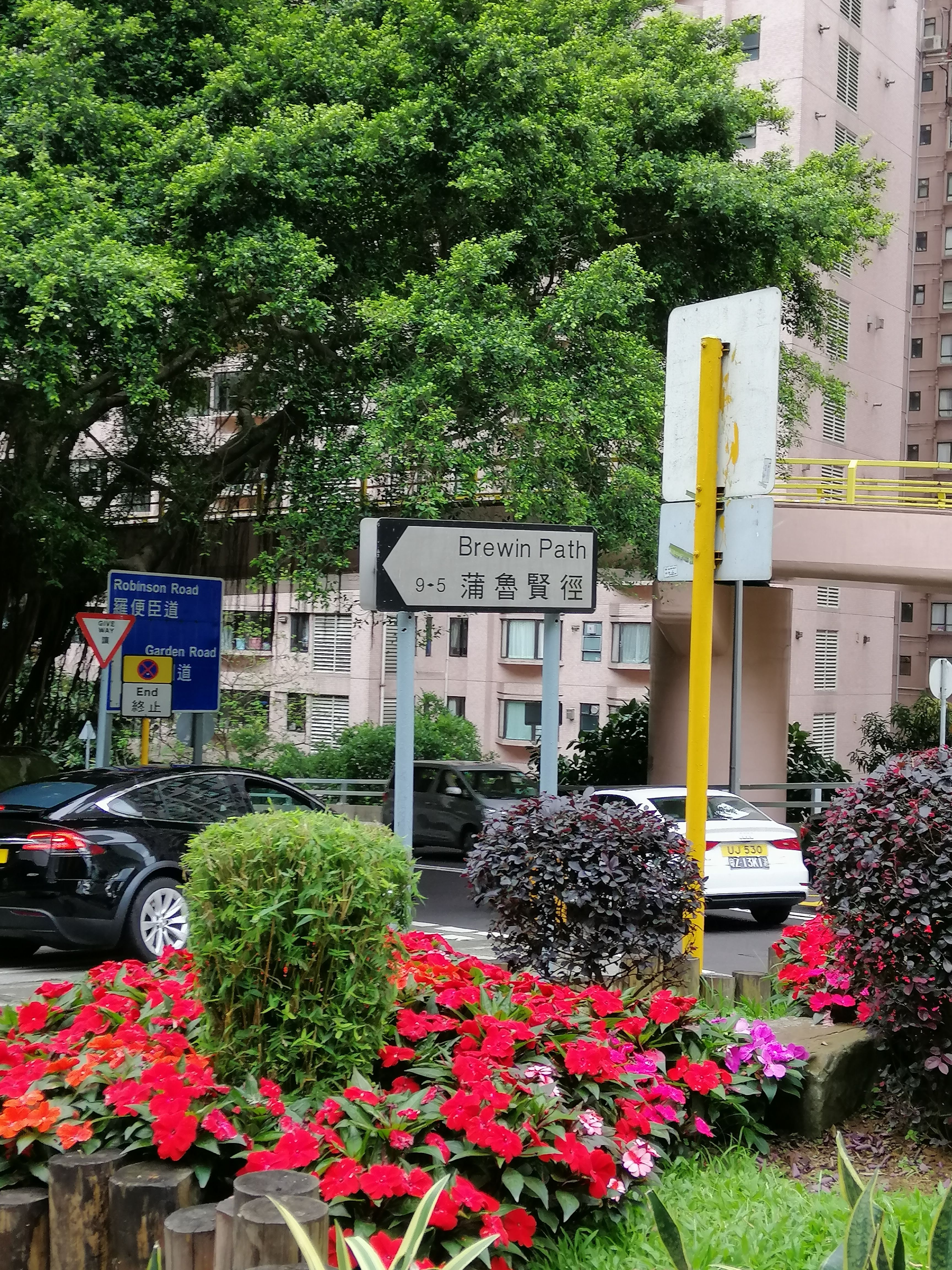
蒲魯賢徑

香港的蒲魯賢慈善信託基金和蒲魯賢徑以他命名。